# Gertrude Würzburger
Gertrude Würzburger (geboren als Gertrude Hirsch am 20. Oktober 1889 in Offenbach am Main, Deutsches Reich; gestorben am 3. Mai 1942 im Vernichtungslager Kulmhof) war eine deutsche Lehrerin, Pianistin und Musikpädagogin. Sie wurde ein Opfer des Holocausts.

## Leben
Die Tochter des Posener Kaufmanns Isidor Hirsch und dessen Gattin Auguste Hirsch wuchs in Offenbach auf, kam aber noch als Jugendliche nach Frankfurt am Main, wo sie den größten Teil ihres künstlerischen Lebens verbringen sollte. Nach ihrer Ausbildung arbeitete Gertrude Hirsch als Lehrerin für Religion, Englisch und Französisch an der Holzhausenschule. Gemeinsam mit ihrem Ehemann, dem Organisten Siegfried Würzburger, stellte sie ein musikalisches Förderungsprogramm, „Jugend musiziert“, auf die Beine. Außerdem gab sie wie ihr Gatte Privatstunden für Klavier und wirkte als Musikpädagogin.
Im Herbst 1941 wurde Gertrude Würzburger mit ihrem Mann in das Ghetto Litzmannstadt deportiert. Im darauf folgenden Jahr nach dem Tode ihres Mannes erfolgte die Verlegung der Musikerin und Lehrerin in das Vernichtungslager Kulmhof, wo sie Anfang Mai 1942 ermordet wurde. Von den vier Kindern Hans, Walter, Paul Daniel und Karl Robert konnten vor Ausbruch des Zweiten Weltkriegs drei von den Eltern ins sichere Ausland gerettet werden; lediglich der an Asthma erkrankte Sohn Hans blieb bei den Eltern und starb ebenfalls eines gewaltsamen Todes.